# ゴイェスカス
『ゴイェスカス』（西語：Goyescas）は、スペインの作曲家エンリケ・グラナドスが作曲したピアノ独奏のための組曲、またその改作によるオペラである。

## 概要
題名はスペイン語で「ゴヤ風の（音楽）」という意味で、フランシスコ・デ・ゴヤの絵画やタペストリーの下絵に霊感を受けて作曲されており、オペラはピアノ曲よりも多くの楽曲素材が使われている。

## ピアノ組曲
ピアノ独奏用の組曲は1911年に作曲され、同年3月11日にカタルーニャ音楽館において初演された。
『ゴィエスカス』は、「恋する若者たち」（Los majos enamorados）という副題を掲げており、グラナドスが非常に愛好したゴヤの作品に関連づけがされている。だからといって、楽曲と特定の絵画との間に確たる一致が見られるわけではない。したがって各楽章の題名は、絵画の音楽的な描写を示しているというよりも、むしろ気分の問題にすぎないのである。グラナドスは次のように記している。
「私が夢中になったのは、ゴヤの心理状態や彼のパレット、ゴヤ自身、彼のミューズであるアルバ公夫人や、彼とモデルや愛人、おべっか使いたちとの口論。白みがかったあの桃色の頬と対比をなす、黒いビロードの生地。アコヤガイのような手と、漆黒の装飾品にもたれかかったジャスミンの花。こういう人目を引かないものに、私はとり憑かれているのです。」
『ゴィエスカス』は2部構成の6曲からなり、全曲を通奏すると1時間弱を要する。第7曲の「わら人形」は、最初から正編6曲の中に含まれていたわけではなく、同名オペラの第1曲の編曲にほかならないが、現在では正編とまとめて演奏されるようになりつつある。ちなみに「わら人形」は、グラナドスの「ゴヤ風」の作品の中では唯一、現存する絵画に実際に対応した楽曲である。第8曲「ゴヤ風のセレナード」は、1909年に『ゴィエスカス』の草稿として作曲されながらも、正編から外され、近年に再発見されるまで長年忘れられてきた。
- 恋する若者たち 第1部 Los majos enamorados, parte I : 
  - 1．愛の言葉 Los requiebros
  - 2．窓辺の語らい Coloquio en la reja
  - 3．燈し火のファンダンゴ El fandango de candil
  - 4．嘆き、またはマハと夜鳴きうぐいす Quejas, o la maja y el ruiseñor
- 恋する若者たち 第2部 Los majos enamorados, parte II :  
  - 5．愛と死 El amor y la muerte
  - 6．終曲〈幽霊のセレナード〉 Epilogo: Serenata del espectro
- 補遺
  - 7．わら人形 El pelele
  - 8．ゴヤ風のセレナード Serenata goyesca

## オペラ
オペラは1915年に作曲され、「恋する若者たち」（Los majos Enamorados）という副題が添えられた。サルスエラの様式で作曲され、全1幕3景からなり全曲を通して演奏しても50分に満たない、小ぢんまりとした国民オペラである。スペイン語の台本はフェルナンド・ペリケ・イ・スアスナバール（Fernando Periquet y Zuaznabar）が担当した。パリのオペラ座での初演が予定されていたが第一次世界大戦の影響で中止となり、初演は1916年1月28日にニューヨークのメトロポリタン歌劇場において行われた。初演は大成功であったとする説と、賛否両論に分かれたとする説がある。なおグラナドスは、この作品の初演のために夫婦で渡米し、帰路の船でドイツ軍潜水艦による無差別攻撃に遭い、悲劇的な最期を迎えた。
第1景と第2景をつなぐ間奏曲はオペラのほかの部分を圧するほどの人気を博し、グラナドス自身によるピアノ独奏編曲
や、ガスパール・カサドによるチェロとピアノや、ピアノ三重奏のための編曲などがある。しかし「わら人形」とともに元となったピアノ組曲には含まれていない曲で、上演の準備中に指揮者の要望に応え、差し替え用として一晩で急遽書かれたものである。

### 構成
- 第1景 Cuadro I
  - わら人形 El pelele
  - 二輪馬車 La calesa
  - 愛の言葉 Los requiebros
  - 間奏曲 Intermedio
- 第2景 Cuadro II
  - 燈し火の踊り El baile de Candil
  - ファンダンゴ El Fandango
- 第3景 Cuadro III
  - 間奏曲 Intermedio
  - マハと夜鳴きうぐいす La Maja y el ruiseñor
  - 窓辺の恋の二重唱 Dúo de amor en la reja
  - 愛と死 El Amor y la Muerte

### 登場人物
『オペラ名曲百科』と1915年刊のヴォーカルスコアを参照した。
- ロザーリオ Rosario（ソプラノ）- 裕福な令嬢
- フェルナンド Fernando（テノール）- 若い士官。ロザーリオの恋人
- パキーロ Paquiro（バリトン）- 闘牛士
- ペーパ Pepa（メゾソプラノ）- パキーロの恋人
- 歌い手 Voz（ソプラノもしくはテノール）

合唱…マハ（派手好きの娘たち）Majas 、マホ（伊達男たち）Majos

### すじがき
『オペラ名曲百科』と "The New Grove Dictionary of Opera"
を参照した。
舞台は1800年ごろのマドリード。
第1景
下町の広場。若者たちが騒いでいるところにパキーロが現れ、次いで恋人のペーパも馬車に乗って現れる。通りかかったロザーリオをパキーロが踊りに誘い、フェルナンドやペーパはそれぞれ嫉妬し腹を立てる。
第2景
ランプに照らされた酒場。ペーパとロザーリオ、パキーロとフェルナンドが悶着を起こし、男たち2人の決闘の申し入れに発展する。それをよそに若者たちは歌い、歌い手の独唱に合わせてファンダンゴを踊る。
第3景
ロザーリオの家の庭。ナイチンゲールの声を耳にしたロザーリオは、「どうしてナイチンゲールは影のなかで歌うのでしょう」Por qué entre sombras el ruiseñor とアリアを歌う。フェルナンドが登場して情熱的な二重唱となる。約束の時間が来てフェルナンドは決闘の場に向かい、ロザーリオは後を追う。悲鳴が響き、瀕死のフェルナンドが現れる。ロザーリオの腕のなかでフェルナンドは息絶える。